# Caserne de pompiers d'Erottaja
La caserne de pompiers d'Erottaja  (finnois : Erottajan paloasema) est une caserne de pompiers située à proximité de la place Erottaja dans le quartier de Kaartinkaupunki à Helsinki en Finlande,,.

## Présentation
Le bâtiment en briques rouges est conçu par l'architecte Theodor Höijer et sa construction s'achève en 1891.
L'édifice sert de caserne de pompiers principale d'Helsinki jusqu'en 1975.
Sa tour s'élève à 42 mètres.
La caserne de pompiers est la plus ancienne caserne de pompiers en fonction d'Helsinki.
La caserne comprend également la station de sauvetage maritime de Kaivopuisto et la station de sauvetage de Suomenlinna.

Vue de la caserne.